# بوتلاش

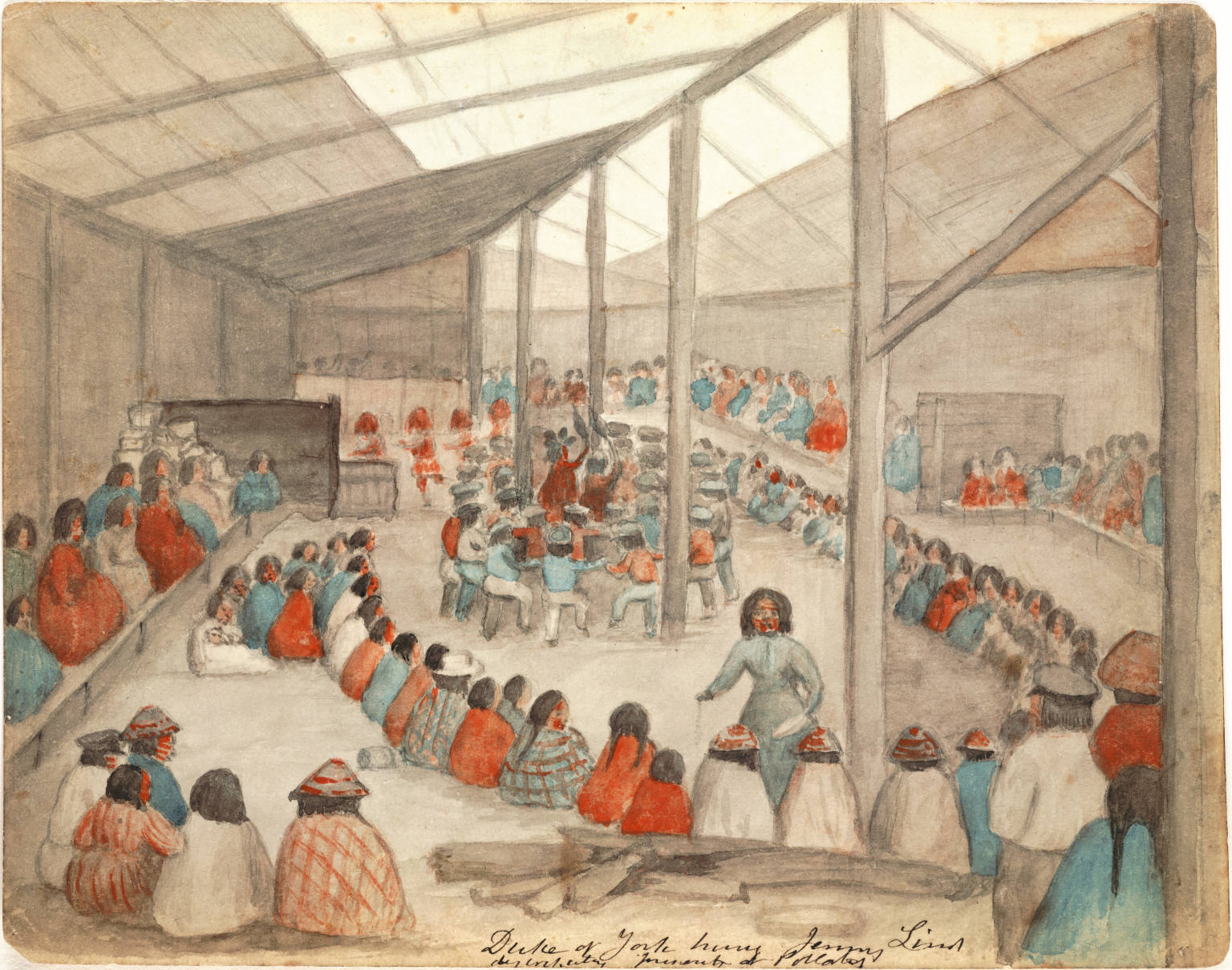

بوتلاش هو لفظ تستعمله بعض قبائل الهنود في الشمال الشرقي من أمريكا، وتمت استعارته واستعماله في حقل الأنثربولوجيا بحيث أصبح اللفظ يدل على حفل توزيع الخيرات والهبات الذي يقوم به الزعيم (المضيف) من أجل ضمان مكانته الاجتماعية وفرض الاعتراف به من طرف الضيوف.

## مقالات ذات صلة
- جيمس جي سوان